# Auguste Denise
Marcel Auguste Denise (3 de febrero de 1906 - 20 de enero de 1991) fue un político costamarfileño, que ocupó el cargo de jefe de Estado de Costa de Marfil antes de la independencia después de Ernest De Nattes, un administrador colonial que estaba destinado en Costa de Marfil. Posteriormente, ocupó el cargo de Presidente del Gobierno Provisional 
durante el periodo colonial. 
Después del referéndum de 1958 organizado en las colonias francesas de África durante el cual Costa de Marfil vota el “síN 1” que concede a las antiguas colonias el estatus de “repúblicas dentro de la comunidad francesa”, Denise es nombrado primer ministro, con Jean-Baptiste Mockey como ministro del Interior y Ernest Boka como ministro de Educación.
Fue sustituido en este cargo en 1959 por Félix Houphouët-Boigny que, en esta ocasión, dejó su cargo de ministro del gobierno francés y fue el primer presidente de la Asamblea Nacional de Costa de Marfil. Le sustituyó en este cargo Victor Capri Djédjé.
Su nombre se le dio al estadio Auguste-Denise ubicado en la ciudad de San-Pédro, en el oeste del país.